# Стефан Синовец
Стефан Синовец (Београд, 20. јун 1988) је српски кошаркаш. Игра на позицији бека.

## Биографија
Кошарком је почео да се бави у млађим категоријама београдске Визуре, а прилику да заигра са сениорима истог клуба добија 2005. године. Ту се задржава све до фебруара 2009. када прелази у украјински Химик у ком остаје до краја сезоне. Сезона 2009/10. га враћа у Србију, а овога пута је у екипи Партизана са којом осваја национално првенство и куп као и регионалну АБА лигу. Сезону 2010/11. провео је у Металцу из Ваљева.
Од 2011. до 2013. године наступао је за Раднички из Крагујевца. У јулу 2013. одлази у МЗТ из Скопља и са њима проводи једну сезону у којој осваја македонско првенство и куп. У јуну 2014. је потписао једногодишњи уговор са мађарским Солноком, али већ у децембру исте године се вратио у МЗТ из Скопља где проводи остатак сезоне. У сезони 2015/16. био је члан Крке и са њима је освојио куп Словеније. У сезони 2016/17. поново је био играч МЗТ-а и са њима освојио још једно првенство Македоније. Од септембра 2017. је био играч Мега Бемакса да би у марту 2018. по четврти пут у каријери прешао у МЗТ из Скопља.
У новембру 2018. је потписао за Лијеткабелис. У литванској екипи је провео 2018/19. сезону, почео је и наредну 2019/20. али је након месец дана напустио клуб. У јануару 2020. је потписао за Лијепајас лаувас из Летоније. За овај клуб је наступио на само три утакмице јер је сезона убрзо прекинута због пандемије корона вируса. У августу 2020. је потписао за мађарски Капошвар. Почетком 2021. године се вратио у Металац. Сезону 2021/22. је почео као играч Борца из Земуна. Са овим клубом је играо у Другој лиги Србије а поред тога је наступио и на завршници Купа Радивоја Кораћа 2022. У марту 2022. је напустио Борац и потписао уговор са Шибенком до краја 2021/22. сезоне.

## Успеси

### Клупски
- Партизан:
  - Јадранска лига (1): 2009/10.
  - Првенство Србије (1): 2009/10.
  - Куп Радивоја Кораћа (1): 2010.
- МЗТ Скопље:
  - Првенство Македоније (3): 2013/14, 2014/15, 2016/17.
  - Куп Македоније (1): 2014.
- Крка:
  - Куп Словеније (1): 2016.

### Репрезентативни
- Европско првенство до 20 година:  2008.